# Cerdistus flavimystaceus
Cerdistus flavimystaceus är en tvåvingeart som först beskrevs av Macquart 1849.  Cerdistus flavimystaceus ingår i släktet Cerdistus och familjen rovflugor.
Artens utbredningsområde är Algeriet. Inga underarter finns listade i Catalogue of Life.